# Квайссер, Карл Трауготт
Карл Трауготт Квайссер (нем. Karl Traugott Queisser; 11 января 1800, Дёбен, ныне в составе города Гримма — 12 июня 1846, Лейпциг) — немецкий тромбонист, скрипач и альтист.
Первые уроки музыки получил в своём городке, где его отец держал гостиницу и трактир, в котором устраивал танцы и играл на них. Семнадцати лет отправился в Лейпциг, где был проэкзаменован городским музыкантом Вильгельмом Леберехтом Бартом и найден достаточно подготовленным для дальнейших занятий под его руководством, а затем и под руководством ведущего лейпцигского скрипача Генриха Августа Маттеи. С 1820 года играл в составе Оркестра Гевандхауза на тромбоне, затем с 1824 года — первый альт в одном из городских театральных оркестров; выступал также в составе квартета под руководством Маттеи. В 1829 году выступил одним из соучредителей Музыкального общества «Эвтерпа» — камерного оркестра, пытавшегося конкурировать с оркестром Гевандхауза, годом позже возглавил один из городских хоров, а с 1834 года руководил объединённым городским хором. Одновременно вернулся в оркестр Гевандхауза, уже в период руководства Феликса Мендельсона. По преданию, Мендельсон обещал Квайссеру написать для него концерт для тромбона с оркестром, но в силу занятости перепоручил это обязательство концертмейстеру своего оркестра Фердинанду Давиду — так родилось посвящённое Квайссеру давидовское Концертино, наиболее известная концертная пьеса для тромбона в XIX веке, и Квайссер исполнил его премьеру с оркестром под управлением Мендельсона. Как солист и хоровой дирижёр Квайссер пользовался большим почётом в городе: после его смерти была проведена серия мемориальных концертов, в одном из которых Давид и Мендельсон исполнили Крейцерову сонату Бетховена, а в другом Альберт Лорцинг дирижировал размещённым в городском саду сборным хором из 4000 человек.